# Kabupaten Kota Baru
Kabupaten Kota Baru är ett kabupaten i Indonesien.   Det ligger i provinsen Kalimantan Selatan, i den nordvästra delen av landet, 1 100 km öster om huvudstaden Jakarta. Antalet invånare är 290 142.